# Kidnaperzy
Kidnaperzy (fr. Les kidnappeurs) – francuska komedia kryminalna z 1998 roku w reżyserii Grahama Guita. Zdjęcia do filmu kręcono na Lazurowym Wybrzeżu w Biot oraz w Nicei.

## Obsada
- Melvil Poupaud jako Armand Carpentier
- Élodie Bouchez jako Claire
- Romain Duris jako Zero
- Isaac Sharry jako Ulysse
- Elie Kakou jako Freddy Messina
- Hélène Fillières jako Nuage
- Patrick Lizana jako Fyvus Finkel
- Sacha Bourdo jako zakładnik
- Richard Chevallier jako Jo Messina
- Clifford Andee jako ochroniarz
- Damien Arnone jako Homme Freddy
- Valerie Barriere jako Copine Ulysse
- Omar Bekhaled jako Paco
- Arnaud Binard jako Rufus
- Yves Blouet jako ochroniarz
- Fabrice Bénard jako ochroniarz portalu
- Patrick Cauderlier jako ochroniarz
- Pascal Cervantes jako kochanek Claire
- Frédéric Chambin jako ochroniarz
- Cédric Charpentier jako litewski milioner
- Jacques Cosma jako ochroniarz
- Jean-François De Rocan
- Renaud Del Citerna
- Dominique Donati jako
- Dalnora Dudrevicius jako litewski milioner
- Fabien Duval jako Claude Messina
- Sonia Dziabas jako litewska dziewczyna
- Joel Eyraud jako litewski milioner
- Magali Farrugia jako litewska dziewczyna
- Ivan Fegyveres jako Groom
- Michel Femenia jako Jacky Messina
- Jean-Michel Fontas jako litewski milioner
- Marc Geoffroy jako Homme Freddy
- Sonia Gros jako litewska dziewczyna
- Mathias Hondre jako wróg Zero
- Edouard Kawak jako ochroniarz
- Philippe Lombard jako Elie Messina
- Dzoni Mandic jako
- Christophe Maratier jako Homme Freddy
- Nicky Marbot
- Julia Masini jako Call girl
- Laurent Pourpoint jako ochroniarz
- Claude Samuel jako Simon Messina
- Jennifer Swanson jako litewska dziewczyna
- Abraham Tolofua
- David Ventura jako Marco Messina
- Angélique Wattez jako litewska dziewczyna
- Éric Névé ... producent